# Bobby Reynolds (Eishockeyspieler)
Robert DeHart „Bobby“ Reynolds (* 14. Juli 1967 in Fenton, Michigan) ist ein ehemaliger US-amerikanischer Eishockeyspieler, der unter anderem sieben Spiele für die Toronto Maple Leafs in der National Hockey League (NHL) absolvierte, den Großteil seiner Karriere aber in nordamerikanischen Minor Leagues sowie den höchsten Ligen Deutschlands, Italiens und der Schweiz verbrachte.

## Karriere
Nachdem Bobby Reynolds mehrere Nachwuchsmannschaft in Michigan durchlaufen hatte, ging er im Jahr 1985 an die Michigan State University, mit deren Eishockeyteam, den Spartans, er in den folgenden vier Jahren große Erfolge feierte. Nicht nur gewann er mit der Mannschaft im Jahr 1986 die nationale Meisterschaft der National Collegiate Athletic Association (NCAA) sowie 1987 und 1989 den Titel der Central Collegiate Hockey Association (CCHA), auch persönlich machte er mit beeindruckenden Leistungen auf sich aufmerksam. So wurde er 1987 zum Most Valuable Player der CCHA gewählt, war ein Jahr später mit 42 Treffern in 46 Spielen der erfolgreichste Torschütze der NCAA und wiederum ein Jahr später Topscorer des US-weiten College-Spielbetriebs (77 Scorerpunkte in 47 Partien). Mit 107 Toren steht er auf dem fünften Platz der All-Time-Torschützenliste der Spartans.
Schon zu Beginn seiner Collegezeit hatten sich die Toronto Maple Leafs beim NHL Entry Draft 1985 die Transferrechte an Reynolds für die National Hockey League (NHL) gesichert. Sie wählten ihn in der zehnten Runde an insgesamt 190. Position. Nach Ende seines Studiums setzen ihn die Maple Leafs in der Saison 1989/90 zunächst bei den Newmarket Saints, ihrem Farmteam in der American Hockey League (AHL), ein. In seiner ersten Spielzeit als Profi erzielte er 22 Tore und 28 Vorlagen in 66 AHL-Spielen. Gegen Ende der Hauptrunde erhielt er dann auch eine Chance in der NHL, in der er am 14. März 1990 in einem Spiel der Maple Leafs gegen die New York Rangers debütierte. Wiederum gegen die Rangers gelang ihm eine Woche später sein erstes und einziges NHL-Tor.
Die Saison 1990/91 verbrachte Reynolds vollständig in der AHL. Den Großteil der Hauptrunde stand er wieder für die Saints auf dem Eis, ehe er im März 1991 im Tausch mit Robert Mendel an die Washington Capitals abgegeben wurde. Doch auch dort kam er statt im NHL-Team nur in der AHL-Mannschaft der Baltimore Skipjacks zu Spielanteilen. Seine nächste Station waren ab dem März 1992 die Minnesota North Stars, die ihn bei den Kalamazoo Wings in der International Hockey League (IHL) einsetzten.
Mangels NHL-Perspektive entschied sich Reynolds im Sommer 1992 zu einem Wechsel ins Ausland. Er verstärkte den ECD Sauerland in der 2. Bundesliga, bei dem er sich schnell zum Publikumsliebling entwickelte. Gemeinsam mit seinem Sturmpartner Greg Johnston war er für fast die Hälfte aller Tore des ECD verantwortlich. In 42 Hauptrundenspielen traf er selbst 53 Mal, hinzu kamen 67 Vorlagen. Mit 120 Punkten war er ligaweit der Topscorer der Spielzeit 1992/93. Mit 45 Toren und 47 Vorlagen konnte er diese Werte in der folgenden Saison 1993/94 annähernd bestätigen.
Wegen des Konkurs des ECD musste Reynolds Iserlohn anschließend trotzdem verlassen. Nach einer Saison beim HC Courmaosta in Italien erhielt er im Jahr 1995 bei den Ratinger Löwen einen Vertrag für die Deutsche Eishockey Liga (DEL). Auch in der höchsten deutschen Spielklasse gehörte er zu den erfolgreichsten Scorern. In der Saison 1995/96 erzielten nur Sergei Beresin und Robert Reichel mehr Tore. Er blieb zwei Jahre in Ratingen und verbrachte nach dem Umzug der Mannschaft auch noch eine Spielzeit bei den Revierlöwen Oberhausen, bevor er im Jahr 1998 nach Nordamerika zurückkehrte.
Reynolds spielte für die Flint Generals und Detroit Vipers, bevor er mehr als eineinhalb Jahre bei den Houston Aeros aus der IHL unter Vertrag stand. Ab 2001 lief er noch einmal fünf Jahre lang für die Flint Generals in seiner Heimatstadt auf. Dabei war er in drei Spielzeiten der Topscorer des Teams in der United Hockey League (UHL). Mit 545 Punkten gehört er auch bei den Generals zu den fünf erfolgreichsten Scorern aller Zeiten. Nachdem er dort bereits vier Jahre lang als mitspielender Co-Trainer tätig gewesen war, übernahm er die Mannschaft von 2007 bis 2009 als Headcoach. Für seine Verdienste wurde er im Jahr 2013 in die Greater Flint Area Sports Hall of Fame aufgenommen.
Reynolds zog zurück nach Houston, wo er sich in den folgenden Jahren unter anderem bei den Aeros als Trainer von Nachwuchsmannschaften engagierte. Zudem gründete er dort im Jahr 2017 eine eigene Eishockey-Akademie.

### International
Als Collegespieler wurde Bobby Reynolds für die US-amerikanische Auswahl bei der U20-Junioren-Weltmeisterschaft 1987 nominiert, bei der er mit drei Treffern der viertbeste Torschütze seines Teams war. Für die A-Nationalmannschaft nahm er an der Weltmeisterschaft 1990 sowie der Weltmeisterschaft 1996 teil, bei der er mit dem Gewinn der Bronzemedaille seinen größten Erfolg feierte.

## Erfolge und Auszeichnungen
| - 1984 Robertson-Cup-Gewinn mit den St. Clair Falcons - 1985 Robertson-Cup-Gewinn mit den St. Clair Falcons - 1986 NCAA-Division-I-Championship mit der Michigan State University - 1987 CCHA-Meisterschaft mit der Michigan State University - 1987 Most Valuable Player der CCHA - 1988 CCHA Second All-Star Team - 1988 Erfolgreichster Torschütze der NCAA - 1989 CCHA-Meisterschaft mit der Michigan State University | - 1989 CCHA Second All-Star Team - 1989 Topscorer der NCAA - 1989 NCAA West First All-American Team - 1993 Topscorer der 2. Bundesliga - 2002 UHL Second All-Star Team - 2005 UHL First All-Star Team - 2013 Aufnahme in die Greater Flint Area Sports Hall of Fame |

### International
- 1996 Bronzemedaille bei der Weltmeisterschaft

## Karrierestatistik

### International
Vertrat die USA bei:
- U20-Junioren-Weltmeisterschaft 1987
- Weltmeisterschaft 1990
- Weltmeisterschaft 1996

(Legende zur Spielerstatistik: Sp oder GP = absolvierte Spiele; T oder G = erzielte Tore; V oder A = erzielte Assists; Pkt oder Pts = erzielte Scorerpunkte; SM oder PIM = erhaltene Strafminuten; +/− = Plus/Minus-Bilanz; PP = erzielte Überzahltore; SH = erzielte Unterzahltore; GW = erzielte Siegtore; 1 Play-downs/Relegation; Kursiv: Statistik nicht vollständig)